# Akut bronkit
Akut bronkit, även känt som luftrörskatarr eller nedre luftvägsinfektion, är en kortvarig övergående inflammation i bronkerna (de stora och medelstora luftvägarna), som är en del av lungorna. Det vanligaste symptomet på akut bronkit är hosta. Andra symptom är slemmiga upphostningar, väsande andningsljud, andnöd, feber, och obehag i bröstkorgen. Infektionen kan vara från ett par till uppemot tio dagar. Hostan kan vara kvar i flera veckor efteråt med en total symptomperiod som varar kring tre veckor. Vissa upplever symptom i upp till sex veckors tid.
I fler än 90% av fallen är orsaken en virusinfektion. Dessa virus kan sprida sig genom luften när människor hostar, eller genom direkt kontakt mellan människor och smittobärande ämne. Riskfaktorer innefattar exponering för tobaksrök, damm, och andra luftföroreningar. Ett mindre antal fall beror på höga halter av luftföroreningar eller bakterier som Mycoplasma pneumoniae eller Bordetella pertussis. Diagnos ställs vanligen baserat på personens symptom. Färgen på upphostat slem säger inte om infektionen är viral eller bakteriell. Att säkerställa vilken underliggande organism som orsakat bronkiten behövs vanligen inte. Andra sjukdomar som kan ge upphov till liknande symptom är astma, lunginflammation, bronkiolit, bronkiektasier, och KOL. Röntgenavbildningen av bröstkorgen kan vara av nytta för att upptäcka lunginflammation.
Prevention sker genom att undvika rökning och andra saker som kan irritera lungorna. Regelbunden handtvätt kan även skydda. Behandling av akut bronkit är vanligen vila, paracetamol, och NSAID:s för att hjälpa mot feber. Det finns bristfälligt stöd för att hostmedicin hjälper och rekommenderas inte för barn under sex års ålder. Det finns preliminärt stöd för att salbutamol kan hjälpa mot väsande andning; men läkemedlet kan ge upphov till nervositet. Antibiotika bör generellt inte användas. Ett undantag är när akut bronkit orsakas av pertussis (kikhosta).
Akut bronkit är en av de allra vanligaste sjukdomarna. Kring 5% av vuxna och cirka 6% av barn drabbas åtminstone en gång per år. Sjukdomen är vanligare under vinterhalvåret. Fler än 10 miljoner människor i USA söker läkare varje år för akut bronkit och kring 70% får antibiotika, som i de allra flesta fall inte behövs eller hjälper. Det finns ansträngningar att minska användningen av antibiotika vid akut bronkit.